# Bacia hidrográfica do rio Tramandaí
A Bacia do rio Tramandaí situa-se na Região Hidrográfica do Litoral, na porção nordeste do Rio Grande do Sul. Abrange as províncias geomorfológicas Planalto Meridional e Planície Costeira.
Possui uma área de 3.144,84 km². Abrange municípios como Capão da Canoa, Dom Pedro de Alcântara, Imbé, Maquiné, Osório, Torres, Tramandaí e Três Forquilhas. Apresenta uma sequência de lagoas paralelas à linha de costa, interligadas entre si, embora ocorram pequenas lagoas isoladas. Estes corpos hídricos estão limitados ao sul pela Lagoa Cerquinha e, ao norte, pela Lagoa Itapeva, sendo que da escarpa da Serra Geral nascem os principais tributários que são o rio Cardoso, Três Forquilhas e Maquiné. Os principais usos de água na bacia se destinam a irrigação e abastecimento público.
Altitude e localização de alguns dos corpos de água principais
| Principais corpos de água | Altitude/ nascente principal | Localização            |
| ------------------------- | ---------------------------- | ---------------------- |
| Rio Três Forquilhas       | 1060 m                       | São Francisco de Paula |
| Rio Maquiné               | 940 m                        | São Francisco de Paula |
| Rio Tramandaí             | –                            | Osório                 |

## Clima
A característica do clima da região é representativa das planícies litorâneas do Brasil Meridional, com uma variedade de clima subtropical do tipo Cfa, segundo o sistema de classificação de Köppen.